# 维兰库里奇
维兰库里奇（Vilankurichi），是印度泰米尔纳德邦Coimbatore县的一个城镇。总人口9122（2001年）。

## 人口
该地2001年总人口9122人，其中男性4653人，女性4469人；0—6岁人口980人，其中男478人，女502人；识字率78.09%，其中男性为83.02%，女性为72.95%。